# Dólar de Kiau Chau
El dólar fue una moneda emitida por el Imperio alemán para circulación uso en el protectorado de Kiau Chau. El dólar poseía paridad con el yuan chino y se dividía en 100 centavos.

## Monedas
Las monedas fueron emitidas en el año 1909 en denominaciones de cinco y diez centavos:

| Denominación | Emisión | Metal       | Forma    | Imagen |
| ------------ | ------- | ----------- | -------- | ------ |
| 5 Cents      | 1909    | Cuproníquel | Circular |        |
| 10 Cents     | 1909    | Cuproníquel | Circular |        |

## Billetes
Los billetes fueron emitidos entre 1907 y 1914. Luego, en el año 1914 fueron emitidos billetes que expresaban su valor en "Tael" y no en dólares.